# Bentheledone rotunda
Bentheledone rotunda är en bläckfiskart som först beskrevs av William Evans Hoyle 1885.  Bentheledone rotunda ingår i släktet Bentheledone och familjen Octopodidae. Inga underarter finns listade i Catalogue of Life.

## Bildgalleri

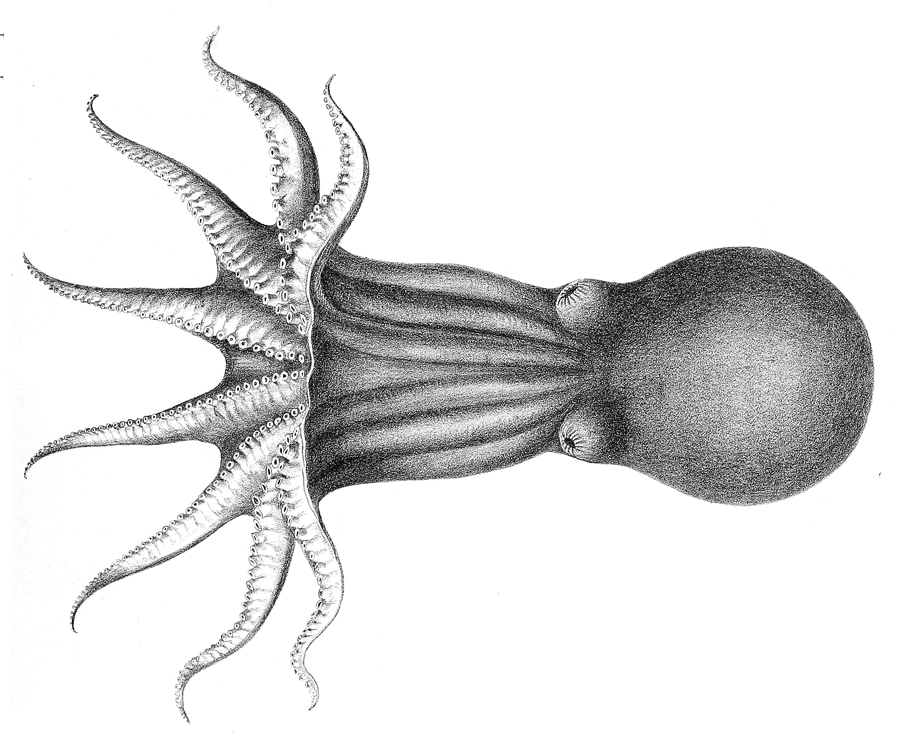